# 夏威夷大学马诺阿分校

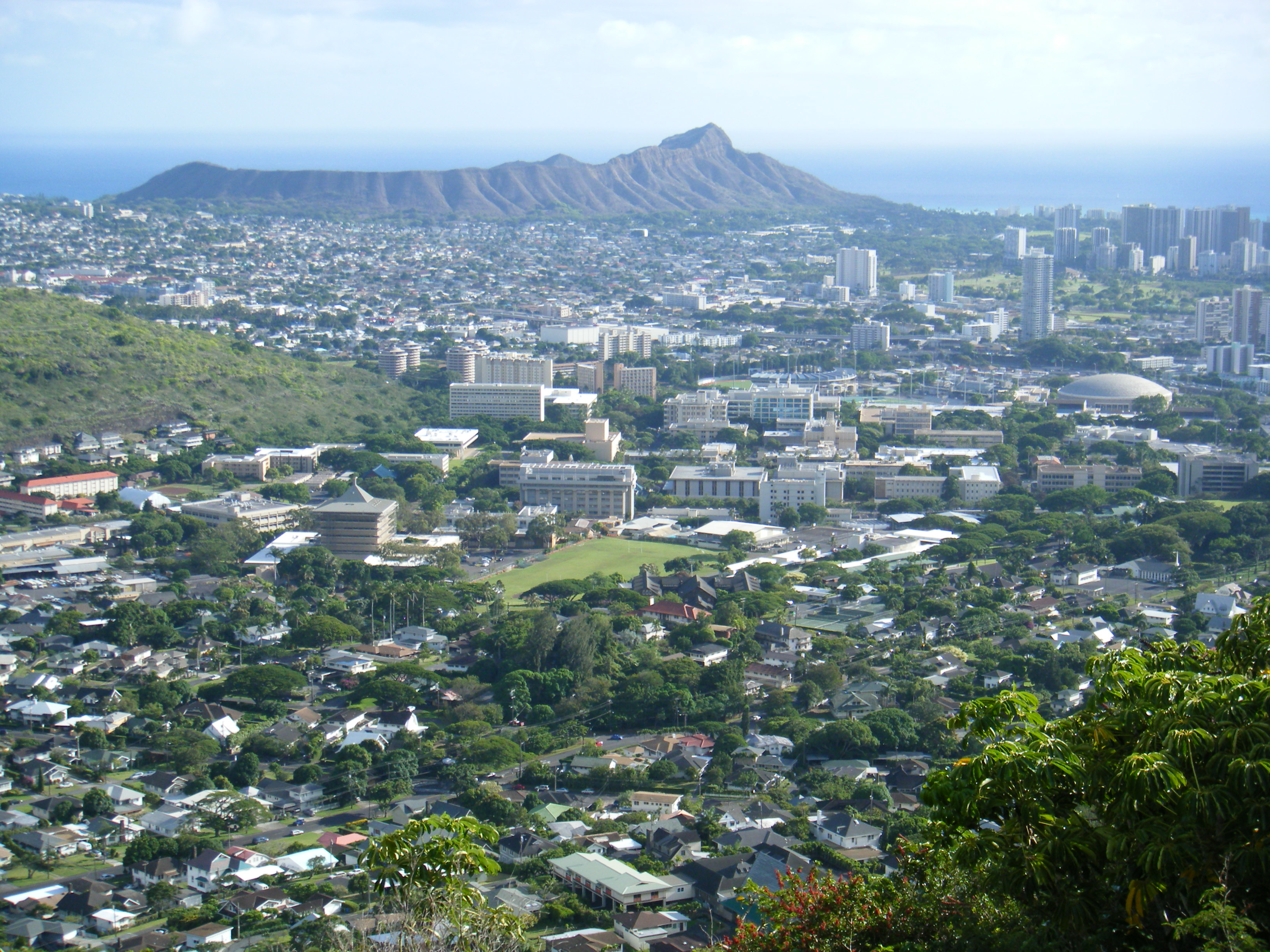
大学校区，背后是钻石头山

夏威夷大学马诺阿分校（University of Hawai'i at Mānoa），通称夏威夷大学（University of Hawai'i），是美国夏威夷州火奴鲁鲁县马诺阿山谷（Mānoa Valley）的一所公立大学，是夏威夷大学系统的主学区，是该州唯一一所研究型大学。
该校离火奴鲁鲁市区仅3英里，成立于1907年，现有19个学院，包括建筑学院、地球科学技术学院、人文艺术学院、教育学院、工程学院等。该校图书馆（有Sinclair Library、Hamilton Library及其它学院专门图书馆）总藏书量达340万册。